# Граф Мексборо

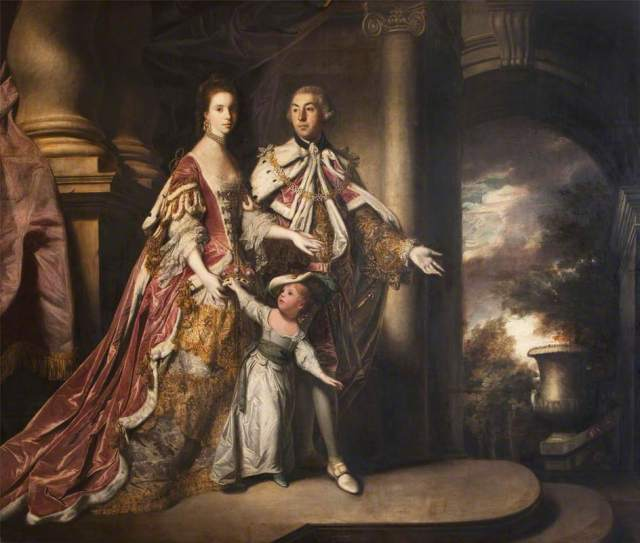
Джон Сэвил, 11-й граф Мексборо с женой и сыном

Граф Мексборо из Лиффорда в графстве Донегол (англ. Earl of Mexborough) — наследственный титул в системе Пэрства Ирландии.

## История
Титул графа Мексборо был создан в 1766 году для Джона Сэвила, 1-го барона Поллингтона (1719—1778), который был членом Палаты общин от Хедона (1747—1754) и Нью-Шорхэма (1761—1768). Он получил титулы барона Поллингтона из Лонгфорда в графстве Лонгфорд (1753) и виконта Поллингтона из Фернса в графстве Уэксфорд (1766). Все эти титулы были созданы в пэрстве Ирландии. Ему наследовал его старший сын, Джон Сэвил, 2-й граф Мексборо (1761—1830). Он представлял Линкольн в Палате общин Великобритании (1808—1812). Его сын, Джон сэвил, 3-й граф Мексборо (1783—1860), был депутатом Палаты общин от Понтефракта (1807—1812, 1812—1826, 1831—1832). Его титулы перешли к его сыну, Джону Чарльзу Сэвилу, 4-му графу Мексборо (1810—1899). Он был членом консервативной партии в Палате общин, где представлял Гаттон (1831—1832) и Понтефракт (1835—1837, 1841—1847). Его сын, Джон Хорэс Сэвил, 5-й граф Мексборо (1843—1916), занимал пост высшего шерифа графства Йоркшир в 1877 году. Его преемником стал сводный брат, Джон Генри Сэвил, 6-й граф Мексборо (1868—1945).
По состоянию на 2024 год, обладателем графского титула является его внук, Джон Кристофер Джордж Сэвил, 8-й граф Мексборо (род. 1931), который стал преемником своего отца в 1980 году.
Современная фамильная резиденция графов Мексборо — Арден-холл возле деревни Ханби в Йоркшире. Поместье было куплено семьей в 1897 году. Прежняя резиденция графов — Метли-холл, была снесена в 1958 году.

## Графы Мексборо (1766)
- 1766—1778: Джон Сэвил, 1-й граф Мексборо (декабрь 1719 — 17 февраля 1778), старший сын Чарльза Сэвила (1676—1741);
- 1778—1830: Джон Сэвил, 2-й граф Мексборо (8 апреля 1761 — 3 февраля 1830), старший сын предыдущего;
- 1830—1860: Джон Сэвил, 3-й граф Мексборо (3 июля 1783 — 25 декабря 1860), единственный сын предыдущего;
- 1860—1899: Джон Сэвил, 4-й граф Мексборо (4 июня 1810 — 17 августа 1899), старший сын предыдущего;
- 1899—1916: Джон Хорэс Сэвил, 5-й граф Мексборо (17 июня 1843 — 8 июня 1916), единственный сын предыдущего от первого брака;
- 1916—1945: Джон Генри Сэвил, 6-й граф Мексборо (27 сентября 1868 — 16 сентября 1945), старший сын 5-го графа Мексборо от второго брака;
- 1945—1980: Джон Рафаэл Уэнтуорт Сэвил, 7-й граф Мексборо (11 октября 1906 — 15 июля 1980), сын предыдущего;
- 1980 — настоящее время: Джон Кристофер Джордж Сэвил, 8-й граф Мексборо (род. 16 мая 1931), старший сын предыдущего;

Джон Эндрю Брюс Сэвил, виконт Поллингтон (30 ноября 1959 — 23 октября 2024), единственный сын предыдущего от первого брака;
- - Наследник: Джеймс Хью Джон Хоуп Сэвил, виконт Поллингтон (род. 21 августа 1976), сын 8-го графа Мексборо от второго брака;
    - Второй наследник: достопочтенный Артур Джон Хоуп Томас Сэвил (род. 1 декабря 2011), старший сын предыдущего.